# 威妥玛
威妥瑪爵士（英語：Sir Thomas Francis Wade，湯瑪斯·法蘭西斯·韋德；威妥玛拼音：Wei1 Tʻo3-ma3）；1818年8月25日—1895年7月31日）是19世紀的英國外交家與汉学家，曾在中国生活四十余年。1869年至1882年任英國駐華全權公使。1888年，任劍橋大學首位漢學教授。曾荣获聖米迦勒及聖喬治勳章及巴斯勳章。
威妥瑪与翟理斯創造了一套用於拼寫北京官話的羅馬拼音系統，即威妥瑪拼音。

## 生平
托马斯·威妥玛出生于英国 伦敦，父亲韦德少校是黑卫士兵团成员，母亲Anne Smythe是来自爱尔兰 韋斯特米斯郡的新移民。他曾在哈羅公學和劍橋三一學院接受教育，并在愛奧尼亞群島服役期间学习了意大利语和现代希腊语。
1842年，鎮江之戰爆发，威妥玛跟随英军来到中国，此后在中国度过了长达43年的岁月。 在华期间，他深入研究汉语，并根据其特点创造了一种基于拉丁字母的汉语拼讀方法，后世称之为威妥瑪拼音。1845年，他被任命为香港最高法院廣東話翻譯；1852年，他担任上海副領事。1854年太平天國期间，清政府无力有效管理江海關（上海海關）。英、美、法三国联合接管江海關管理權後，威妥瑪被任命为江海關的稅務司（海關首長）。1866年2月，时任英国驻华公使館參贊的威妥玛，拜託公使阿禮國上呈總理衙門《新議略論》，希望清政府改革弊制，實行新政，否则可能受到各強国的干預制裁。1857年第二次鸦片战争期间，威妥玛担任额尔金的中文秘书兼翻译。
1869年至1882年，他出任英國駐華全權公使，并在1874年介入調停牡丹社事件。1875年（同治十四年）2月21日，英国人马嘉理在雲南被当地人杀害，引发了外交事件。在海關總稅務司赫德的斡旋下，英国公使威妥玛與北洋大臣李鸿章，于1876年8月21日在山东芝罘（即今煙臺）谈判，并于同年9月13日签署了《中英煙台條約》。英国借此获得了从北京进入、经过四川、雲南、西藏等地直至进入印度的特權。
1883年，威妥玛返回英国，三年後将他的4,304册中文藏书捐贈予劍橋大學。1888年，他被任命为劍橋大學首任漢學教授。

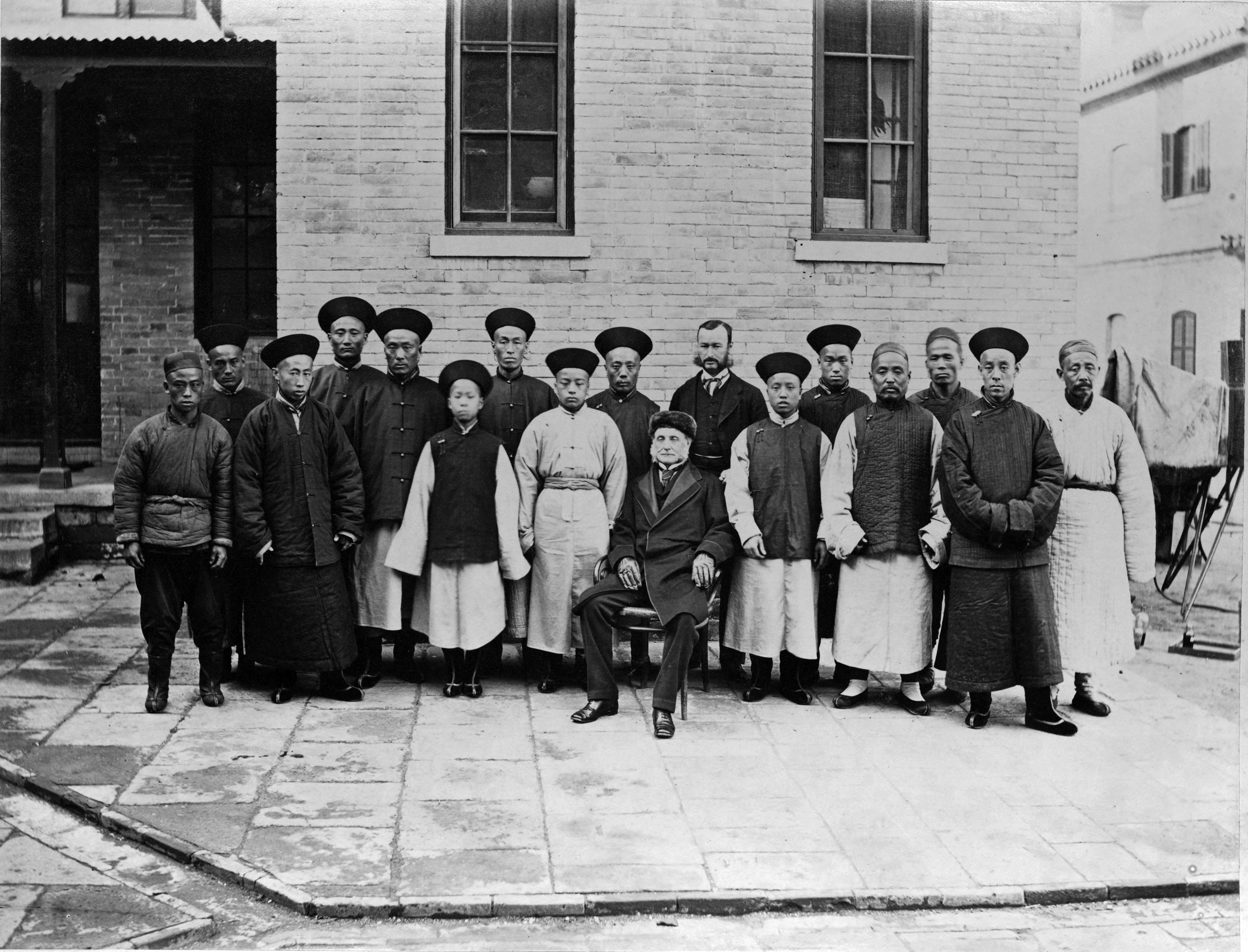
大英國欽差威大人與各聽差人員，1879年拍摄。

## 家庭
威妥瑪的妻子是知名天文學家約翰·赫歇爾的女兒阿米利娅·赫歇爾（Amelia Herschel, 1841-1926）。